# Сагарин, Рейф
Рейф Сагарин (англ. Raphael (Rafe) D. Sagarin; 20.06.1971, Нью-Хейвен, штат Коннектикут — 28.05.2015, Аризона) — американский исследователь, морской эколог. Д-р философии.

## Биография
Окончил Стэнфордский университет, где учился в 1990—1994 годах, бакалавр наук по биологии земных систем, в 1993 году прошёл практику на университетской морской станции им. Хопкинса в заливе Монтерей, Калифорния, о результатах которой (опубликованных в журнале «Science») впоследствии вспоминал, что «это было одно из первых исследований, показавших, что связанные с изменением климата перемены в зооценозе реальны уже сегодня, а не представлены в компьютерной модели как один из возможных вариантов будущего».
В 1995—2001 гг. в Калифорнийском университете в Санта-Барбаре, где получил степень доктора философии (Ph.D.) по экологии, эволюции и морской биологии, дисс. «Оценка последствий изменения климата на биологические сообщества: интеграция исторической науки с биогеографией и физиологией».
В 2001—2002 гг. постдок в альма-матер.
В 2002—2004 гг. работал в Калифорнийском университете в Санта-Барбаре, одновременно с 2003 года постдок в Калифорнийском университете в Лос-Анжелесе, затем в последнем в 2005—2006 гг. сотрудник Института окружающей среды.
В 2006—2009 гг. сотрудник Университета Дьюка.
С 2009 года сотрудник Института окружающей среды Университета Аризоны, морской эколог в Биосфере-2, руководитель проекта.
В 2011 г. стипендат Гуггенхайма.
Погиб в ДТП (был сбит едучи на велосипеде грузовиком, водитель которого был пьян).
Автор книги «Наблюдение и экология» (2012) и др. работ.
Известен своей идеей искать в живой природе аналогии, которые можно заимствовать человеку для борьбы с терроризмом.
Осталась жена и две дочери.